# 伊萬諾-弗蘭科夫斯克國際機場
伊萬諾-弗蘭科夫斯克國際機場（烏克蘭語：Міжнародний аеропорт Івано-Франківськ） IATA代码：；ICAO代码：是一座位於烏克蘭伊萬諾-弗蘭科夫斯克的機場距離市中心4.4公里（2.7英里）。 

## 概覽
伊萬諾-弗蘭科夫斯克國際機場於1992年開始營運，有設置基本的邊境檢查與海關等單位，機場的位置在Opryshivtsi村，設計流量是每小時400名旅客機場方面正努力改善之前的流程，讓鄰隔機場的布科韋爾滑雪場、沃羅赫塔、喀爾巴阡國家公園壯觀的高山環境保持寧靜。
機場還有第二條跑道長度為1,928公尺（6,325英尺）現在為軍方作為停車場使用，在民用航廈的西北方之大型停機坪現為烏克蘭空軍(Військово-Повітряні Сили України)使用。

## 航空公司與目的地

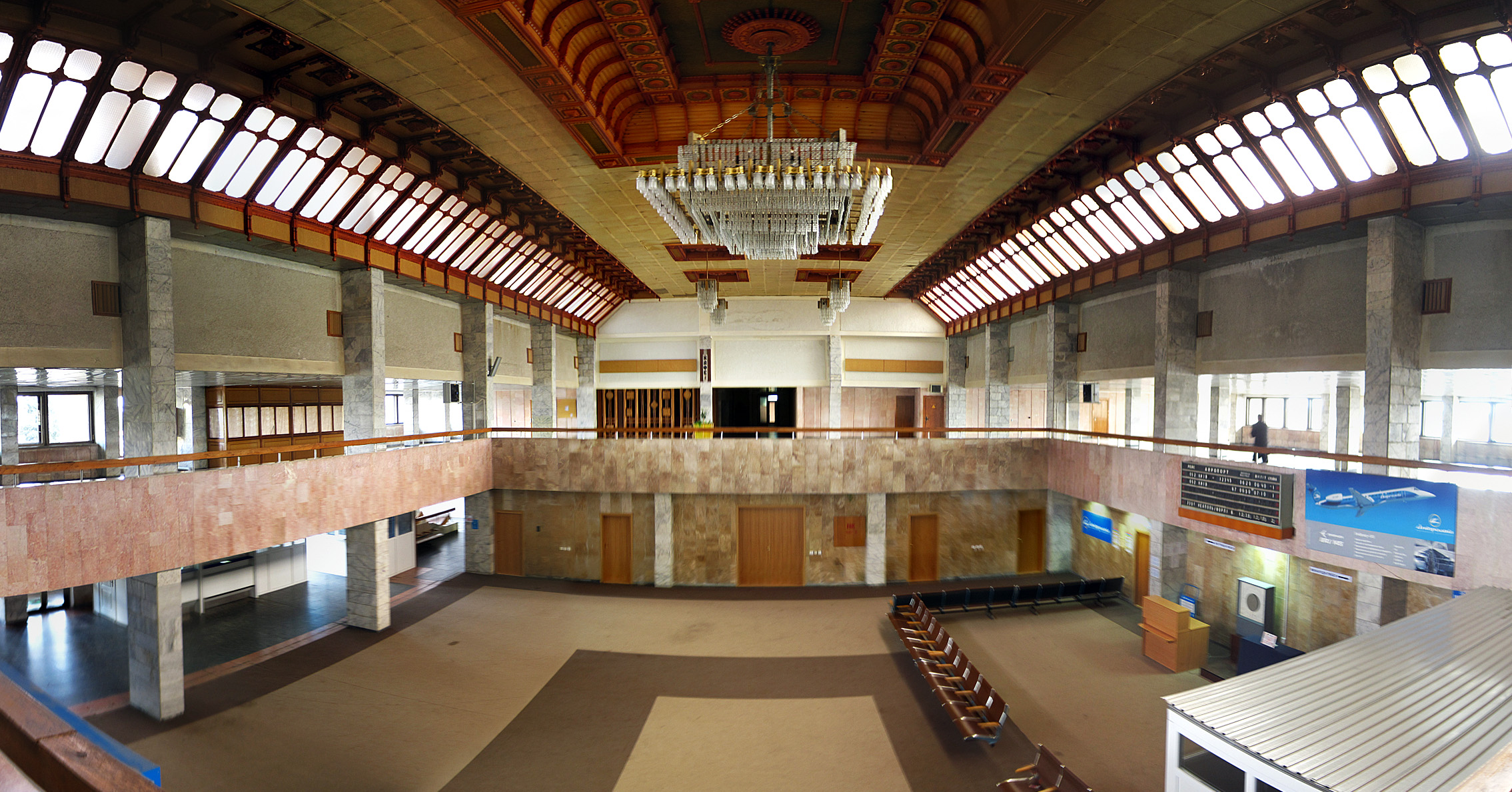
航站內部

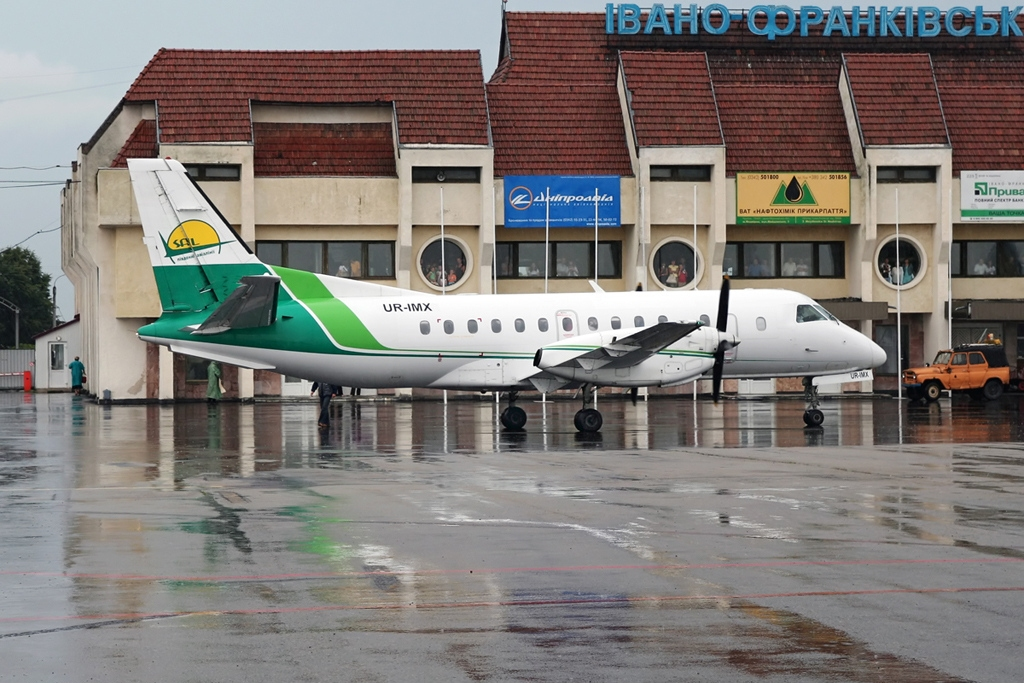
南部航空所屬的Saab 340B停放在伊萬諾-弗蘭科夫斯克國際機場

| 航空公司       | 目的地                                                                  |
| -------------- | ----------------------------------------------------------------------- |
| 第聶伯航空     | 基輔-鮑里斯波爾 季節包機： 聶伯城、卡爾可夫、-莫斯科-多莫傑多沃、敖德薩 |
| 烏克蘭國際航空 | 基輔-鮑里斯波爾                                                         |

## 外部連結
- Ivano-Frankivsk International Airport （页面存档备份，存于）
- 世界航空数据库中的UKLI机场数据，数据截止日期：2006年10月。
- Airport data （俄文）
- Кий авіа: Airport directory
- (US) National Weather Service: current weather observations at UKLI/IFO （页面存档备份，存于）
- Updated weather forecasts （乌克兰語）
- Aviation Safety: Accident history for UKLI （页面存档备份，存于）
- Airliners.net: Caption of Ivano-Frankivsk passenger terminal （页面存档备份，存于）
- “Anti-monopoly Committee” about Ivano-Frankivsk Airport's and oblast's policies （乌克兰語）